# Domingos Antônio da Guia
Domingos Antônio da Guia (Rio de Janeiro, 19 de novembre de 1912-Rio de Janeiro, 18 de maig de 2000) fou un futbolista brasiler de les dècades dels 30 i 40.
Jugava de defensa i destacà a Flamengo i Corinthians. També jugà a Bangu, a Nacional de Montevideo o a Boca Juniors (Argentina).
Fou 30 cops internacional amb la selecció. Destacà a la Copa del Món de Futbol de 1938. El seu fill Ademir da Guia també fou un destacat futbolista.

## Palmarès
- Campionat carioca: 1939, 1942, 1943
- Copa Roca: 1945
- Copa Rio Branco: 1931, 1932
- Campionat argentí de futbol: 1933
- Campionat uruguaià de futbol: 1935

Font: